# NGC 5433
NGC 5433 ist eine spiralförmige Radiogalaxie vom Hubble-Typ Sd im Sternbild Jagdhunde am Nordsternhimmel. Sie ist schätzungsweise 197 Millionen Lichtjahre von der Milchstraße entfernt und hat einen Scheibendurchmesser von etwa 90.000 Lj.
Das Objekt wurde am 20. März 1787 von Wilhelm Herschel mit einem 18,7-Zoll-Spiegelteleskop entdeckt, der sie dabei mit „vF, pS, E in meridian, 300 power“ beschrieb.